# Singapurský summit

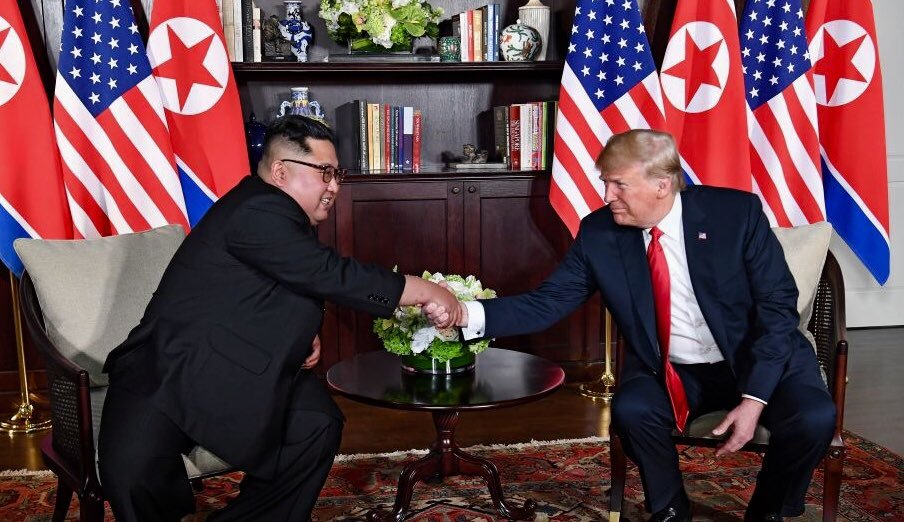
Kim Čong-un a Donald Trump

Singapurský summit byla bilaterální schůzka představitelů Spojených států amerických a Severní Koreje (KLDR). Odehrála se 12. června 2018 v Singapuru na ostrově Sentosa, odtud její pojmenování. Šlo o první setkání mezi vůdci těchto zemí. Bylo připravováno sérií bilaterálních schůzek v Bílém domě a v Pchjongjangu za účasti diplomatů obou stran, mj. amerického ministra zahraničí Mika Pompea.

## Účastníci a závěry

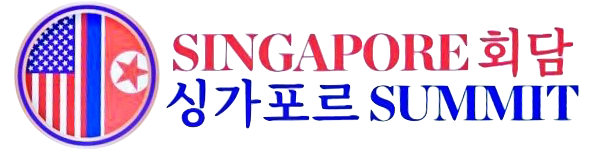
Logo použité USA

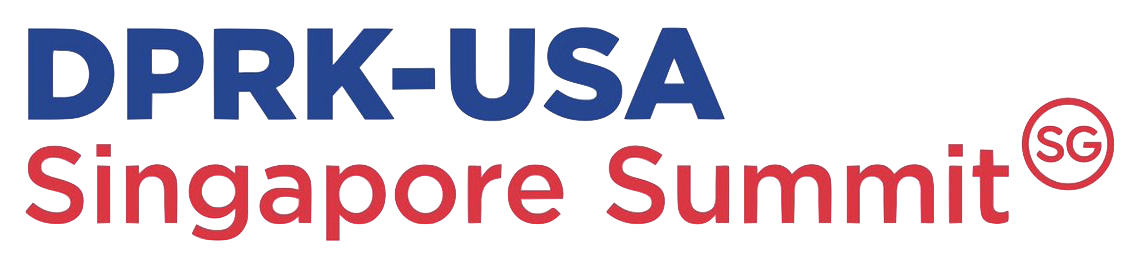
Logo použité Singapurem

Hlavními aktéry summitu v Singapuru byli americký prezident Donald Trump a severokorejský vůdce Kim Čong-un. Trump opustil setkání G 7 v Kanadě tři hodiny před jeho koncem a přiletěl letadlem Air Force One. Kim použil služeb společnosti Air China. USA zařídily Kimovi v Singapuru ubytování. 
Za USA se summitu dále zúčastnili ministr zahraničí Mike Pompeo, poradce pro národní bezpečnost John Bolton a ředitel kanceláře Bílého domu John Kelly. Za KLDR byli na summitu také ministr zahraničí Ri Jong-ho a Ri So-jong, místopředseda ústředního výboru Korejské strany práce.
Na závěr summitu bylo oběma lídry podepsáno singapurské prohlášení, v němž byly deklarovány:
1. snaha o navázání nových diplomatických vztahů mezi USA a KLDR
2. společný zájem o trvalý mír na Korejském poloostrově
3. závazek jaderného odzbrojení Severní Koreje v návaznosti na Pchanmundžomskou deklaraci
4. společná snaha o výměnu válečných zajatců a ostatků vojáků

Účastníky je americko-severokorejský summit označován jako historický úspěch. Jiní jeho výsledek, onu vzájemnou úmluvu, považují za vágní a nicneříkající. Je ovšem známo, že až do splnění závazků, na které přistoupil Kim Čong-un, mají zůstat v platnosti velmi přísné sankce, které na Severní Koreu uvalila Rada bezpečnosti OSN. Ministr zahraničí Pompeo prohlásil, že Amerika chce dosáhnout úplného nukleárního odzbrojení Severní Koreje do listopadu 2020.